# Neosphaeromias caesius
Neosphaeromias caesius är en tvåvingeart som först beskrevs av John William Scott Macfie 1934.  Neosphaeromias caesius ingår i släktet Neosphaeromias och familjen svidknott. Inga underarter finns listade i Catalogue of Life.